# Plouyé
Plouyé település Franciaországban, Finistère megyében. Lakosainak száma 669 fő (2022. január 1.). Plouyé Brennilis, Collorec, Huelgoat, Kergloff, Landeleau, Loqueffret, Plonévez-du-Faou és Poullaouen községekkel határos.

## Népesség
A település népességének változása:
| Lakosok száma | 1048 | 836  | 726  | 713  | 712  | 703  | 674  | 659  | 654  | 669  |
|               | 1968 | 1982 | 1990 | 2006 | 2013 | 2015 | 2017 | 2019 | 2020 | 2022 |